# Marie-Hélène Fabre
Pour les articles homonymes, voir Fabre.
Marie-Hélène Fabre, née le 27 juillet 1951, est une femme politique française. Membre du Parti socialiste (PS), elle devient en 2012 députée pour la XIVe législature de la Cinquième République française de la 2e circonscription de l'Aude. Première adjointe au maire de Narbonne à partir de 2008, elle démissionne de son poste pour se consacrer à son mandat de députée.